# James Douglas, 14. Earl of Morton

Wappen der Earls of Morton

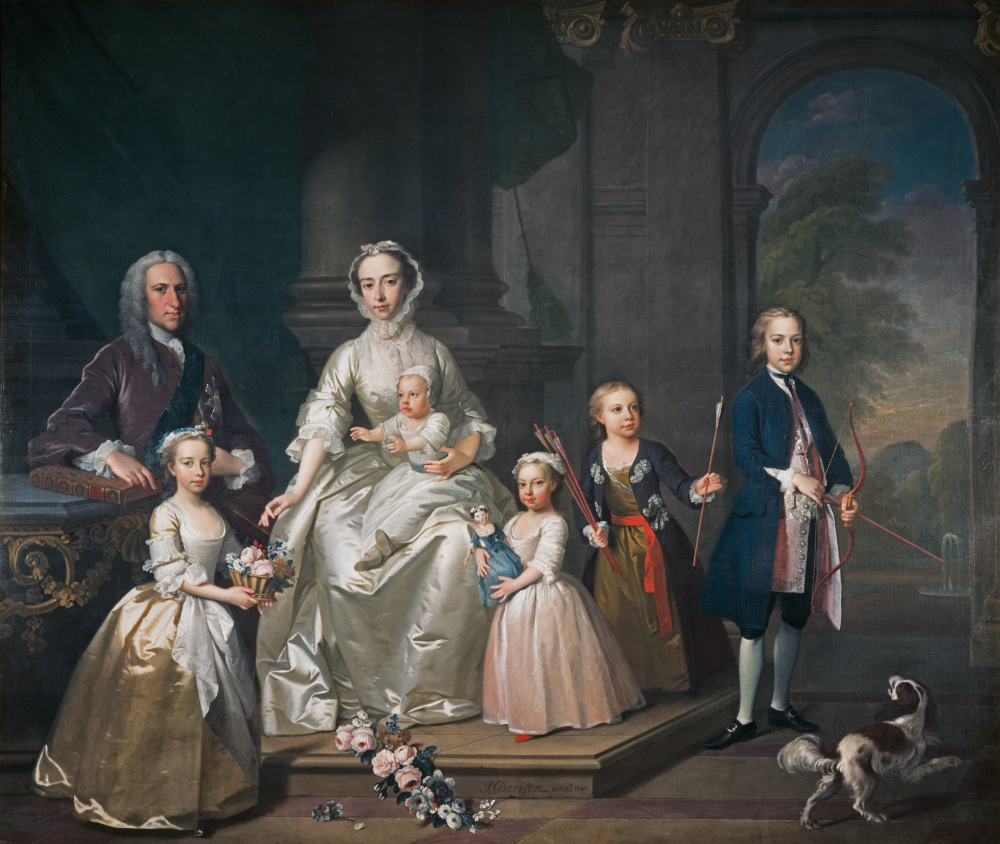
James Douglas, 14. Earl of Morton, (links) mit seiner Familie, 1740

James Douglas, 14. Earl of Morton (* 1702 in Edinburgh; † 12. Oktober 1768 in Chiswick, London) war ein schottischer Peer aus dem Haus Douglas, Politiker und ein Naturforscher, der sich vor allem mit Astronomie befasste.

## Leben

### Familie und frühe Jahre
James Douglas wurde 1702 als ältester der drei Söhne von George Douglas, 13. Earl of Morton (* 1662; † 1738) und dessen zweiter Frau Frances, Tochter von William Adderley of Halstow, in Edinburgh geboren. 1722 graduierte er auf dem King’s College, Cambridge zum Master of Arts. Anschließend bereiste er mehrere Jahre den Kontinent, sich selbst dem Studium der Physik widmend. Seine derart erworbenen Kenntnisse machten ihn bei seiner Rückkehr nach Schottland zu einem allseits geachteten Wissenschaftler unter den schottischen Gelehrten; unter diesen verband ihn eine besonders enge Freundschaft mit dem bedeutenden Mathematiker Colin Maclaurin. Wahrscheinlich hat er seine Studien an der Universität Edinburgh derweil noch vertieft.
Seit sein Vater 1730 den Titel 13. Earl of Morton geerbt hatte, führte James Douglas als dessen Heir apparent den Höflichkeitstitel Lord Aberdour. Beim Tod seines Vaters beerbte er diesen 1738 als 14. Earl of Morton. Im selben Jahr wurde er von König Georg II. als Knight Companion in den exklusiven Distelorden aufgenommen. 1750 erwarb er Dalmahoy House bei Edinburgh, das den Earls of Morton bis heute gehört und seit 1927 als Golfhotel verpachtet ist.
Lord Morton starb 1768 in Chiswick und wurde wahrscheinlich in Edinburgh beerdigt, nachdem sein Leichnam dort von Sir John Pringle anatomiert worden war.
Lord Morton war zweimal verheiratet; aus seiner ersten Ehe mit Agatha Halyburton (1711–1748), Tochter des James Halyburton, Gutsherr von Pitcur in Angus, hatte er zwei Töchter und zwei Söhne, darunter sein ältester Sohn und Nachfolger Sholto Charles Douglas, 15. Earl of Morton (* 1732; † 1774). Aus seiner zweiten Ehe mit Bridget Heathcote (1723–1805), Tochter des Sir John Heathcote, 2. Baronet, hatte er einen Sohn und eine Tochter.

### Akademische Laufbahn
Von 1737 bis zu seinem Tod war er Gründungspräsident der naturwissenschaftlich geprägten Gelehrtengesellschaft Society for Improving Arts and Sciences, der Vorläufergesellschaft der Royal Society of Edinburgh, an dessen Gründung er zusammen mit seinem Freund Maclaurin maßgeblich beteiligt gewesen war. Zudem wurde er 1763 zum Nachfolger von George Parker, 2. Earl of Macclesfield als Präsident der Royal Society of London gewählt, deren Mitglied er seit 1733 war. Er trat das Amt nach dem Tod von Macclesfield im Folgejahr an und hatte es seinerseits bis zu seinem Ableben inne. Gleichfalls übernahm er Macclesfields Platz als eines der acht ausländischen Mitglieder der Pariser Académie des sciences.
Lord Morton setzte sich als Astronom und Förderer von James Cook entschieden für die Realisierung von dessen erster Südseereise auf der Endeavour ab 1768 ein, deren Zweck vor allem die Beobachtung eines astronomischen Phänomens sein sollte. Zu Mortons Aufgaben als Präsident der Londoner Royal Society gehörte dann auch die Akquirierung der dazu nötigen staatlichen Förderung.
Außerdem war James einer der ersten Verwalter des Britischen Museums und hat sich als Keeper of Records of Scotland (Hüter der Aufzeichnungen) um das schottische Archivwesen verdient gemacht.

### Politische Laufbahn
James Douglas wurde 1739 als Nachfolger des verstorbenen Charles Douglas, 2. Earl of Selkirk zu einem der 16 schottischen Representative Peers gewählt, die als Vertreter der Peerage of Scotland Mitglieder des britischen House of Lords waren. Im Parlament war er zwar Parteigänger von Thomas Pelham-Holles, 1. Duke of Newcastle-upon-Tyne, doch blieb seine Politik undurchsichtig. 1742 erwirkte er einen Parlamentsakt, der ihn selbst zum unumschränkten Eigner von Orkney und Shetland machte. Allerdings veräußerte er seine Rechte an den Inseln bald darauf aufgrund verschiedener Schwierigkeiten. 1746 wurde er in Paris verhaftet und drei Monate auf der Bastille inhaftiert. Begründet wurde dies mit mangelhaften Personaldokumenten, jedoch werden seine jakobitischen Tendenzen als wahrer Grund vermutet.
1739 wurde James zum Lord of the Bedchamber und 1760 zum Lord Clerk Register ernannt, dem ältesten der noch bestehenden höchsten Staatsämtern Schottlands und war damit einer der Great Officers of State (Große Staatsbeamte) Großbritanniens.

## Vermischtes
James Cook benannte auf seiner ersten Südseereise 1770 die Moreton Bay nach Morton, der bei Cooks Abreise 1668 noch Präsident der Royal Society war. Die falsche Schreibweise geht auf einen Schreibfehler zurück.
Morton ließ bei seiner Übersiedlung nach Edinburgh zwischen seinem Herrenhaus in Aberdour (Aberdour House) und dem vorherigen Stammsitz der Earl of Morton Aberdour Castle den 12 Meter hohen Aberdour House Obelisk errichten, um von seinem neuen Wohnsitz seine etwa 15 km (Luftlinie über den Firth of Forth) entfernte Heimat ausmachen zu können.